# Paul Augé
Paul Augé (* 4. Juli 1881 in L’Isle-Jourdain (Gers); † 1951 in Cabourg) war ein französischer Verleger und Lexikograf.

## Leben
Paul Augé übernahm 1920 von seinem Vater Claude Augé die Herausgabe der Wörterbücher und Lexika der Éditions Larousse. Sein Werk sind der sechsbändige Larousse du XXe siècle (Paris 1928–1933, Supplement 1953) und der zweibändige Nouveau Larousse universel (1948). Augé führte den von seinem Vater begründeten Petit Larousse illustré (jährliche Neuausgabe seit 1905) erfolgreich weiter. Er war beteiligt an der Entwicklung des sehr erfolgreichen Larousse élémentaire illustré.